# Опытное Поле (Томск)
Опытное Поле — микрорайон города Томск, Россия. Изначально в районе улиц Колхозная и Алтайская. Впоследствии понятие значительно расширилось до прилегающих улиц и переулков, и ограничивается проспектом Фрунзе, улицами Льва Толстого и Елизаровых. Административно относится к Советскому району.

## История

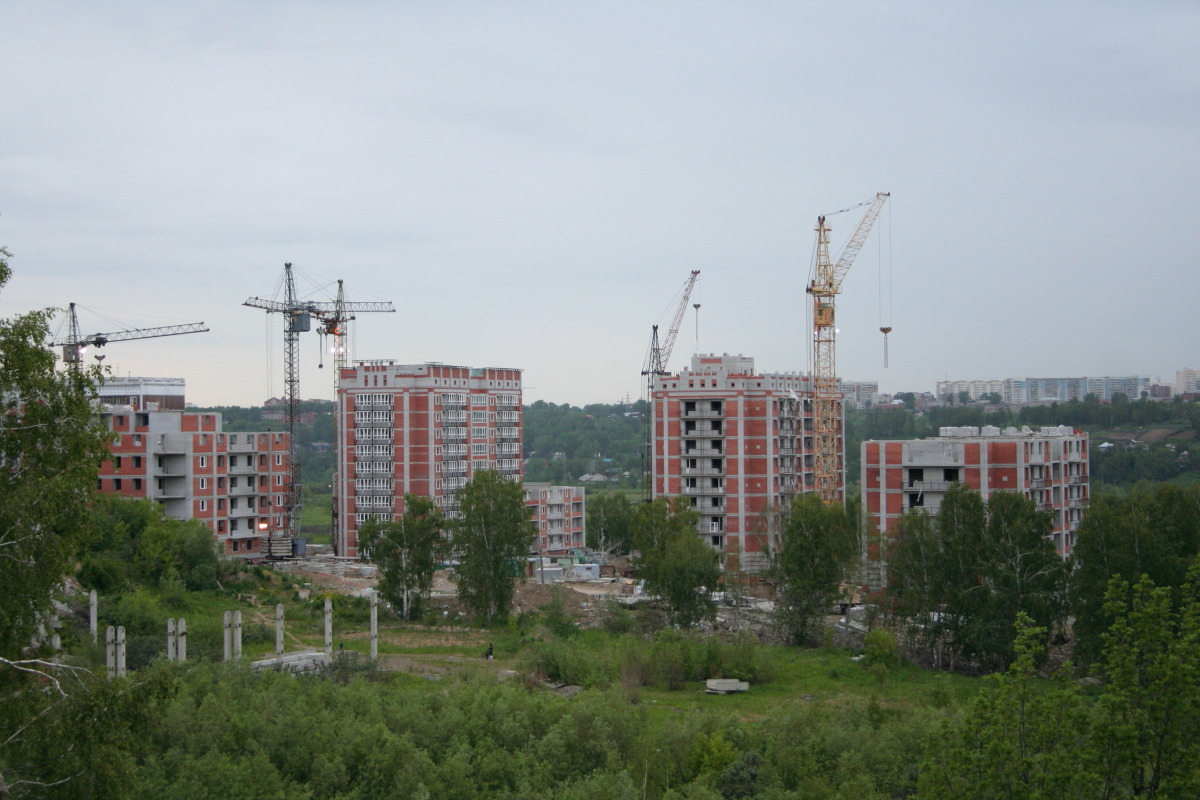
Строящиеся дома в конце улицы Сибирской. Июнь 2007 года.

Название произошло от опытного поля Томской государственной сельскохозяйственной опытной станции (ТГСХОС), которое использовалось для выращивания опытных культур растений. Поле ограничивалось с юга Алтайской улицей (от бывшего кинотеатра «Сибиряк» (Алтайская улица, 118) до оврага, соседствовавшего с улицей Елизаровых) и простиралось на север вниз до золоотвала ГРЭС-2. Въездные ворота на опытное поле были на месте нынешнего дома 128 по Алтайской улице и охранялись ВОХР.
Крупнейшие микрорайоны Томска (2-й, 3-й и 4-й микрорайоны на Иркутском тракте, 5-й микрорайон по улице Лазо, Опытное поле, Каштак) строились под руководством Владимир Клеруа — первого заместителя председателя Томского горисполкома, возглавлявшего институт «Томскгражданпроект», преподавателя ТГАСУ.
24 августа 1966 года Государственной комиссией было принято в эксплуатацию новое здание средней школы № 34, построенное СУ-11. В конце 1960-х годов опытное поле было передано под садовые участки горожан и огороды треста школьных столовых, в конце 1970-х участки начали ликвидировать, и в начале 1980-х площади отданы под многоэтажную застройку.
С начала 2000-х годов в Томске и области ведётся активное строительство пяти- и девятиэтажных домов. В начале 2020-х годов в районе ГРЭС-2 запланирован Фруктовый микрорайон.

## Улицы
По словам старожилов микрорайона, ранее на его месте располагались огороды треста школьных столовых и садовые участки жителей города. В этой связи 25 марта 1956 года ряду улиц в этой части Томска присвоены «сельскохозяйственные» названия, к числу которых относятся улицы: Колхозная, Совхозная, переулки: Фруктовый и Цветочный, а также Ягодная улица, которую 11 апреля 1969 года переименовали в честь М. В. Кулагина.
- Проспект: Фрунзе;
- Улицы: Алтайская, Сибирская, Колхозная, Кулагина, Льва Толстого, Салтыкова-Щедрина, Совхозная, Трамвайная;
- Переулки: Ангарский, Богашёвский, Моряковский, Фруктовый, Цветочный, Энергетический.

Улица Колхозная была образована в 1950-х годах, она имеет протяжённость 0,5 км и носило название «территории для выращивания опытных культур растений Томской государственной сельскохозяйственной станции». C конца XX века — начала XXI века велась застройка с многоквартирными и индивидуальными жилыми домами и объектами потребительского рынка. В декабре 2021 года в рамках федерального проекта «Культурная среда» на улице была открыта новая модельная библиотека «Сибирская».

## Транспорт
По проспекту Фрунзе:
- Автобусы и маршрутные такси: № 2, 5, 8, 9, 13, 14, 15, 16, 23, 25, 30, 53.
- Трамвай: № 1, 3, 4.